# Broughtonia
Broughtonia es un género que tiene unas 6 especies de orquídeas epífitas. Se encuentran ampliamente distribuidas por Cuba, Jamaica, Haití, Santo Domingo y Puerto Rico.
Los géneros Cattleyopsis Lem. y Laeliopsis Lindl. & Paxton están incluidos en Broughtonia.

## Hábitat
Las especies de este género son epífitas y se encuentra en las tierras de clima subtropical o templado de Cuba, Jamaica, y las islas del Caribe. se desarrollan en selva con humedad y calor en verano y temperaturas frescas y sequedad en invierno.

## Descripción
Estas especies tienen una amplia gama de color en sus flores en racimos que pueden ser erectos o péndulos.

Son epífitas. Están muy próximas a Cattleya con las que solo tienen de diferencia el número de polinia.  Los tallos son normalmente cortos.

Los pseudobulbos de unos 6 a 30 cm de longitud, son aplanados, y están agrupados.
Cada pseudobulbo desarrolla una o dos hojas céreas y aspecto de cuero de unos 20 cm de longitud.

La inflorescencia es en racimo y puede tener una longitud de 30 cm y llevar unas 8 flores, las cuales rosas o púrpuras.

Los miembros de este género se crían fácilmente en cultivo y son resistentes a las sequías. El cultivo de cada especie requiere unas condiciones específicas que corresponden con las de su hábitat natural. Muchas de ellas se pueden situar en placas, por lo que sus raíces pueden recibir corrientes de aire y aguantar ciclos de humedad o sequía.

Las especies de Broughtonia se hibridan fácilmente con especies dentro del género y con otros géneros próximos, tal como Cattleya (× Laeliocattleya, más de 2000 especies), Brassavola,Laelia, Rhyncholaelia, y  Sophronitis. La mayoría de las orquídeas híbridas pertenecen a esta categoría p.e. × Sophrolaeliocattleya, × Brassolaeliocattleya y un gran número de otras variaciones.

## Taxonomía
El género fue descrito por Robert Brown y publicado en Hortus Kewensis; or, a Catalogue of the Plants Cultivated in the Royal Botanic Garden at Kew. London (2nd ed.) 5: 217. 1813.
Etimología
Broughtonia (abreviado Bro.): nombre genérico nombrado en honor de Arthur Broughton un botánico inglés que recolectó en Jamaica a principios del siglo XIX.
Sinonimia
- Laeliopsis Lindl. 1853
- Cattleyopsis Lem. 1854[4]

## Especies
- Broughtonia cubensis (Lindl.) Cogn. 1910
- Broughtonia domingensis (Lindl.) Rolfe 1889
- Broughtonia lindenii (Lindl.) Dressler 1966
- Broughtonia negrilensis Fowlie 1961
- Broughtonia ortgiesiana (Rchb.f.) Dressler 1966
- Broughtonia sanguinea (Sw.) R.Br. 1813
  - Broughtonia sanguinea var. alba
  - Broughtonia sanguinea var. aurea

Nothospecies
- Broughtonia × jamaicensis Sauleda & R.M.Adams 1984  (Broughtonia negrilensis × Broughtonia sanguinea)

## Híbridos intergenéricos
- Buiara: Bui (Broughtonia × Cattleya × Epidendrum × Laelia × Sophronitis)
- Carmichaelara: Crml (Brassavola × Broughtonia × Laelia)
- Casoara: Csr (Brassavola × Broughtonia × Laeliopsis)
- Cattleytonia: Ctna (Broughtonia × Cattleya)
- Cattleyopsistonia: Ctpsta (Broughtonia × Cattleyopsis)
- Caultonia: Cul (Broughtonia × Caularthron)
- Cookara: Cook (Broughtonia × Cattleya × Diacrium × Laelia)
- Fialaara: Fia (Broughtonia × Cattleya × Laelia × Laeliopsis)
- Fredschechterara: Fre (Broughtonia × Cattleya × Epidendrum × Laelia × Schomburgkia)
- Gladysyeeara: Glya (Brassavola × Broughtonia × Cattleya × Cattleyopsis × Diacrium × Epidendrum × Laelia × Sophronitis)
- Hartara: Hart (Broughtonia × Laelia × Sophronitis)
- Hasegawaara: Hasgw (Brassavola × Broughtonia × Cattleya × Laelia × Sophronitis)
- Hattoriara: Hatt (Brassavola × Broughtonia × Cattleya × Epidendrum × Laelia)
- Hawkinsara: Hknsa (Broughtonia × Cattleya × Laelia x Sophronitis)
- Jimenezara: Jmzra (Broughtonia × Laelia × Laeliopsis)
- Jewellara: Jwa (Broughtonia × Cattleya × Epidendrum x Laelia)
- Laeliocatonia: Lctna (Broughtonia × Cattleya × Laelia)
- Laelonia: Lna (Broughtonia × Laelia)
- Mooreara: Mora (Brassavola × Broughtonia × Cattleya x Laelia x Schomburgkia × Sophronitis)
- Otaara: Otr (Brassavola x Broughtonia x Cattleya x Laelia)
- Westara: Wsta (Brassavola x Broughtonia x Cattleya x Laelia x Schomburgkia)